# Mount Chincogan
Mount Chincogan är ett berg i Australien. Det ligger i regionen Byron Shire och delstaten New South Wales, i den sydöstra delen av landet, omkring 630 kilometer norr om delstatshuvudstaden Sydney. Toppen på Mount Chincogan är 281 meter över havet, eller 64 meter över den omgivande terrängen. Bredden vid basen är 0,38 km.
Närmaste större samhälle är Byron Bay, omkring 17 kilometer sydost om Mount Chincogan. 
I omgivningarna runt Mount Chincogan växer i huvudsak städsegrön lövskog. Genomsnittlig årsnederbörd är 1 858 millimeter. Den regnigaste månaden är januari, med i genomsnitt 298 mm nederbörd, och den torraste är oktober, med 40 mm nederbörd.